# Raionul Anenii Noi
Raionul Anenii Noi este un raion din Republica Moldova. Reședința sa este orașul omonim, Anenii Noi.
Populația raionului Anenii Noi, conform datelor recensământului populației din 2014, era de 78.996 persoane, dintre care 8.100 reprezentau populație urbană și 70.896 populație rurală. În componența raionului Anenii Noi intră 45 de localități.
Conform aceluiași recensământ (2014), naționalitatea de bază în raion o reprezintă „moldovenii/românii”, care constituie 82,4% din totalul populației. Naționalitățile minoritare sunt ucrainenii și rușii care reprezintă câte 6%, și respectiv 4,5%. De asemenea, împreună cu populația acestor naționalități, în raion mai există și bulgari, găgăuzi, țigani, polonezi, evrei, etc.

## Descriere
Raionul este amplasat în regiunea Câmpiei Moldovei de Sud. Relieful său reprezintă o câmpie deluroasă, intersectată de multiple vâlcele și râpi. Procesele erozionale și alunecările de teren au condiționat formarea hârtoapelor, care prezintă niște amfiteatre în spațiul cărora sunt situate o bună parte din localitățile rurale. Estul raionului este amplasat în lunca râului Nistru și are relieful de câmpie mai puțin fragmentată. Teritoriul raionului este traversat de câteva zeci de râuri, râulețe și pâraie. O parte din acestea în perioada caldă a anului se usucă. Cele mai importante râuri sunt Nistrul, cu o lungime de 68 km pe teritoriul raionului; și Bîc – cu 42 km pe teritoriul raionului. În limitele raionului se mai află 57 de obiecte acvatice artificiale cu suprafața totală de circa 1000 hectare. Din suprafața totală a raionului terenurile arabile ocupă 55%, plantele multianuale – 10,4%, pășunile – 8,8%, vegetația forestieră – 13,7%, alte terenuri neproductive – 12,1%.

## Demografie

### Statistici vitale
Principalii indicatori demografici, 2013:
- Natalitatea: ▼897 (10.8 la 1000 locuitori)
- Mortalitatea: ▼872 (10.5 la 1000 locuitori)
- Spor natural: +25

### Structura etnică
| Grup etnic       | Populație | % Procentaj* |
| ---------------- | --------- | ------------ |
| Moldoveni/români | 69,618    | 85.2%        |
| Ucraineni        | 6,526     | 7.99%        |
| Ruși             | 4,135     | 5.06%        |
| Bulgari          | 481       | 0.59%        |
| Găgăuzi          | 235       | 0.29%        |
| Țigani           | 228       | 0.28%        |
| Alții            | 487       | 0.60%        |

Aceste date sunt cele ale nomenclaturii etnice din Republica Moldova, conformă Constituției republicane care potrivit definiției sovietice, deosebește Moldovenii din fosta URSS de cei din România (Moldova românească) și de ceilalți români ; persoanele care totuși se declară români în Republica Moldova (cum au putut s-o facă la recesământul din 5-12 octombrie 2004) sunt de fapt tot cetățeni ai Republicii, deoarece Românii de cetățenie română rezidând în Republică, nu sunt numărați în recensământ.
Conform datelor recensământului din 2014, populația raionului este de 78,996 locuitori ..
| Grup etnic | Populație |
| ---------- | --------- |
| Moldoveni  | 64,406    |
| Români     | 4,343     |
| Ucraineni  | 4,657     |
| Ruși       | 3,515     |
| Bulgari    | 484       |
| Găgăuzi    | 248       |
| Romi       | 145       |
| Alții      | 406       |
| Nedeclarat | 792       |

## Diviziuni administrative
Raionul Anenii Noi este alcătuit din 45 de localități: 1 oraș, 11 comune și 33 de sate. În structura teritorial-administrativă sunt 26 de primării.
| Denumire        | oraș / centru de comună / sat |
| --------------- | ----------------------------- |
| Albinița        | sat în Anenii Noi             |
| Anenii Noi      | oraș, reședință de raion      |
| Balmaz          | sat în comuna Ciobanovca      |
| Batîc           | sat în comuna Geamăna         |
| Beriozchi       | sat în Anenii Noi             |
| Botnărești      | centru de comună              |
| Botnăreștii Noi | sat în comuna Chirca          |
| Bulboaca        | sat (comună)                  |
| Calfa           | centru de comună              |
| Calfa Nouă      | sat în comuna Calfa           |
| Chetrosu        | centru de comună              |
| Chirca          | centru de comună              |
| Ciobanovca      | centru de comună              |
| Cobusca Nouă    | sat (comună)                  |
| Cobusca Veche   | centru de comună              |
| Crețoaia        | sat în comuna Țînțăreni       |
| Delacău         | sat (comună)                  |
| Floreni         | sat (comună)                  |
| Florești        | sat în comuna Cobusca Veche   |
| Geamăna         | centru de comună              |
| Gura Bîcului    | sat (comună)                  |
| Hîrbovăț        | sat (comună)                  |
| Hîrbovățul Nou  | sat în Anenii Noi             |
| Larga           | sat în comuna Zolotievca      |
| Maximovca       | sat (comună)                  |
| Mereni          | sat (comună)                  |
| Merenii Noi     | sat (comună)                  |
| Mirnoe          | sat în comuna Ciobanovca      |
| Nicolaevca      | sat în comuna Zolotievca      |
| Ochiul Roș      | centru de comună              |
| Picus           | sat în comuna Ochiul Roș      |
| Puhăceni        | sat (comună)                  |
| Roșcani         | sat (comună)                  |
| Ruseni          | sat în Anenii Noi             |
| Salcia          | sat în comuna Botnărești      |
| Socoleni        | sat în Anenii Noi             |
| Speia           | sat (comună)                  |
| Șerpeni         | sat (comună)                  |
| Telița          | centru de comună              |
| Telița Nouă     | sat în comuna Telița          |
| Todirești       | sat în comuna Chetrosu        |
| Troița Nouă     | sat în comuna Ciobanovca      |
| Țînțăreni       | centru de comună              |
| Varnița         | sat (comună)                  |
| Zolotievca      | centru de comună              |

## Administrație și politică
Președintele raionului este Alexandr Moisei (PAS), ales la 5 decembrie 2023.
În 2015-2019 președintele raionului Anenii Noi a fost Alexandru Barbăroșie (PLDM), ales de coaliția PLDM-PCRM-PL, iar în 2019-2023 acesta a fost Ion Vicol (PSRM), ales cu voturile PSRM, PCRM și ACUM.
Componența Consiliului raional Anenii Noi (33 de consilieri), ales la 5 noiembrie 2023, este următoarea:
|  | Partid                                       | Consilieri | Componență | Componență | Componență | Componență | Componență | Componență | Componență | Componență | Componență | Componență | Componență | Componență |
|  | -------------------------------------------- | ---------- | ---------- | ---------- | ---------- | ---------- | ---------- | ---------- | ---------- | ---------- | ---------- | ---------- | ---------- | ---------- |
|  | Partidul Acțiune și Solidaritate             | 12         |            |            |            |            |            |            |            |            |            |            |            |            |
|  | Partidul Socialiștilor din Republica Moldova | 9          |            |            |            |            |            |            |            |            |            |            |            |            |
|  | Platforma Demnitate și Adevăr                | 3          |            |            |            |            |            |            |            |            |            |            |            |            |
|  | Liga Orașelor și Comunelor                   | 2          |            |            |            |            |            |            |            |            |            |            |            |            |
|  | Partidul Liberal Democrat din Moldova        | 2          |            |            |            |            |            |            |            |            |            |            |            |            |
|  | Mișcarea „Respect Moldova”                   | 1          |            |            |            |            |            |            |            |            |            |            |            |            |
|  | Partidul Comuniștilor din Republica Moldova  | 1          |            |            |            |            |            |            |            |            |            |            |            |            |
|  | Partidul Social Democrat European            | 1          |            |            |            |            |            |            |            |            |            |            |            |            |
|  | Serghei Rapcea (independent)                 | 1          |            |            |            |            |            |            |            |            |            |            |            |            |
|  | Partidul Nostru                              | 1          |            |            |            |            |            |            |            |            |            |            |            |            |

## Cultură

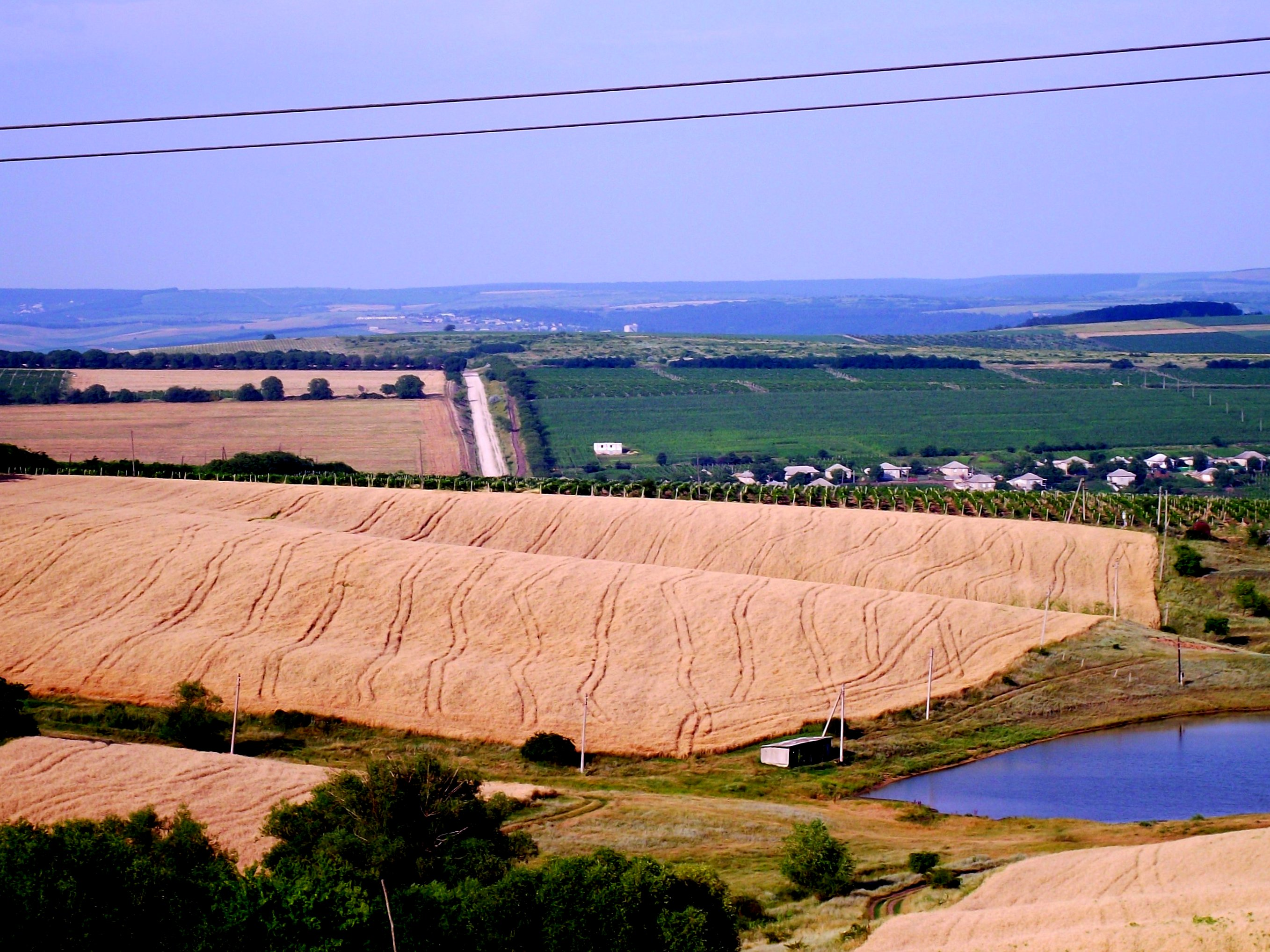
Panoramă din raion (în preajma comunei Mereni)

### Biblioteci
Pe teritoriul raionului Anenii Noi activează 36 de biblioteci publice cu o colecție de 275.454 de unități materiale. Conform datelor statistice din anul 2020, 8.698 de cititori activi au fost deserviți în aceste instituții de cultură.

## Atracții turistice
- Complexul memorial "Capul de pod Șerpeni"
- Conacul familiei Mimi
- Fabrica de vin a familiei Mimi
- Conacul familiei Ianovski